# Prunus hirtipes
Prunus hirtipes — вид квіткових рослин із підродини мигдалевих (Amygdaloideae).

## Біоморфологічна характеристика
Це листопадне дерево; може вирости до 10 метрів у висоту. 

## Поширення, екологія
Ендемік пд.-сх. Китаю (Цзянсі). Населяє ліси в ярах; на висоті від 500 до 2600 метрів. 

## Використання
Рослина збирається з дикої природи для місцевого використання в якості їжі. Іноді його культивують у Китаї як плодову культуру, а часто вирощують як декоративну. Плоди їдять сирими чи приготовленими. З листя можна отримати зелений барвник. З плодів можна отримати барвник від темно-сірого до зеленого.